# Jezdovice
Jezdovice (en allemand : Jesowitz) est une commune du district de Jihlava, dans la région de Vysočina, en République tchèque. Sa population s'élevait à 254 habitants en 2024.

## Géographie
Jezdovice se trouve à 4 km au nord de Třešť, à 12 km au sud-ouest de Jihlava et à 113 km au sud-est de Prague.
La commune est limitée par Dolní Cerekev au nord-ouest, et par Třešť au nord-est, à l'est, au sud et au sud-ouest.

## Histoire
La première mention écrite de la localité date de 1358.

## Transports
Par la route, Jezdovice se trouve à 4 km de Třešť, à 13 km de Jihlava et à 142 km de Prague.